# Acarigua
Acarigua je město v severozápadní části Venezuely, v autonomním území Portuguesa. Leží na úpatí horského masivu západních And. Je významným regionálním potravinářským centrem (pěstování i obchod). Leží na silnici spojující západ Venezuely s jejím hlavním městem Caracas.
Město bylo založeno v roce 1641. Urbanisticky je v současnosti srostlé se sousedním městem Araure.